# Stazione meteorologica di Firenze Ximeniano
La stazione meteorologica di Firenze Ximeniano è la stazione meteorologica di riferimento relativa al centro storico della città di Firenze. È ubicata presso lo storico Osservatorio Ximeniano ed è attualmente gestita dall'omonima fondazione onlus.

## Caratteristiche

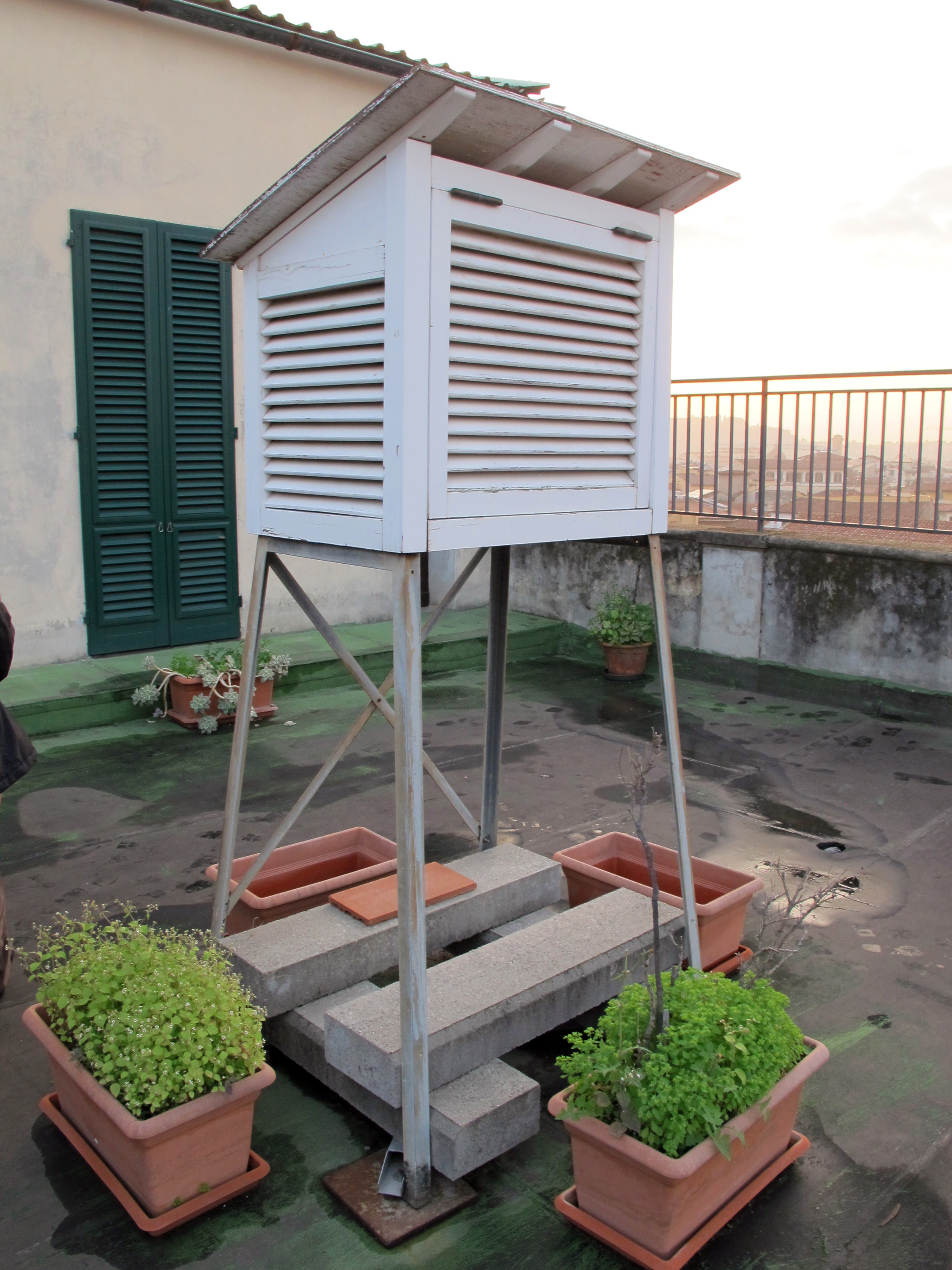
La capannina termometrica

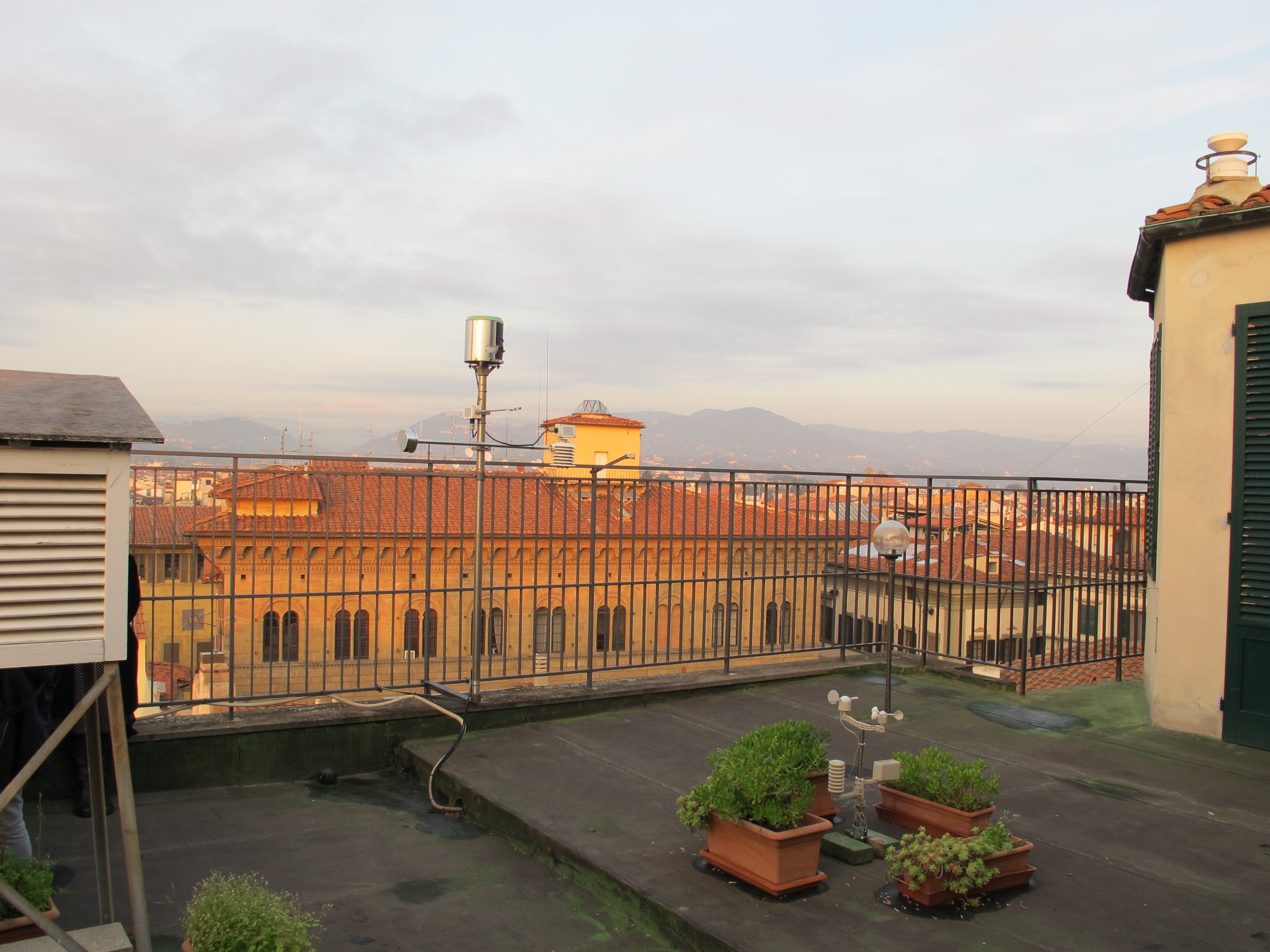
Alcuni degli strumenti

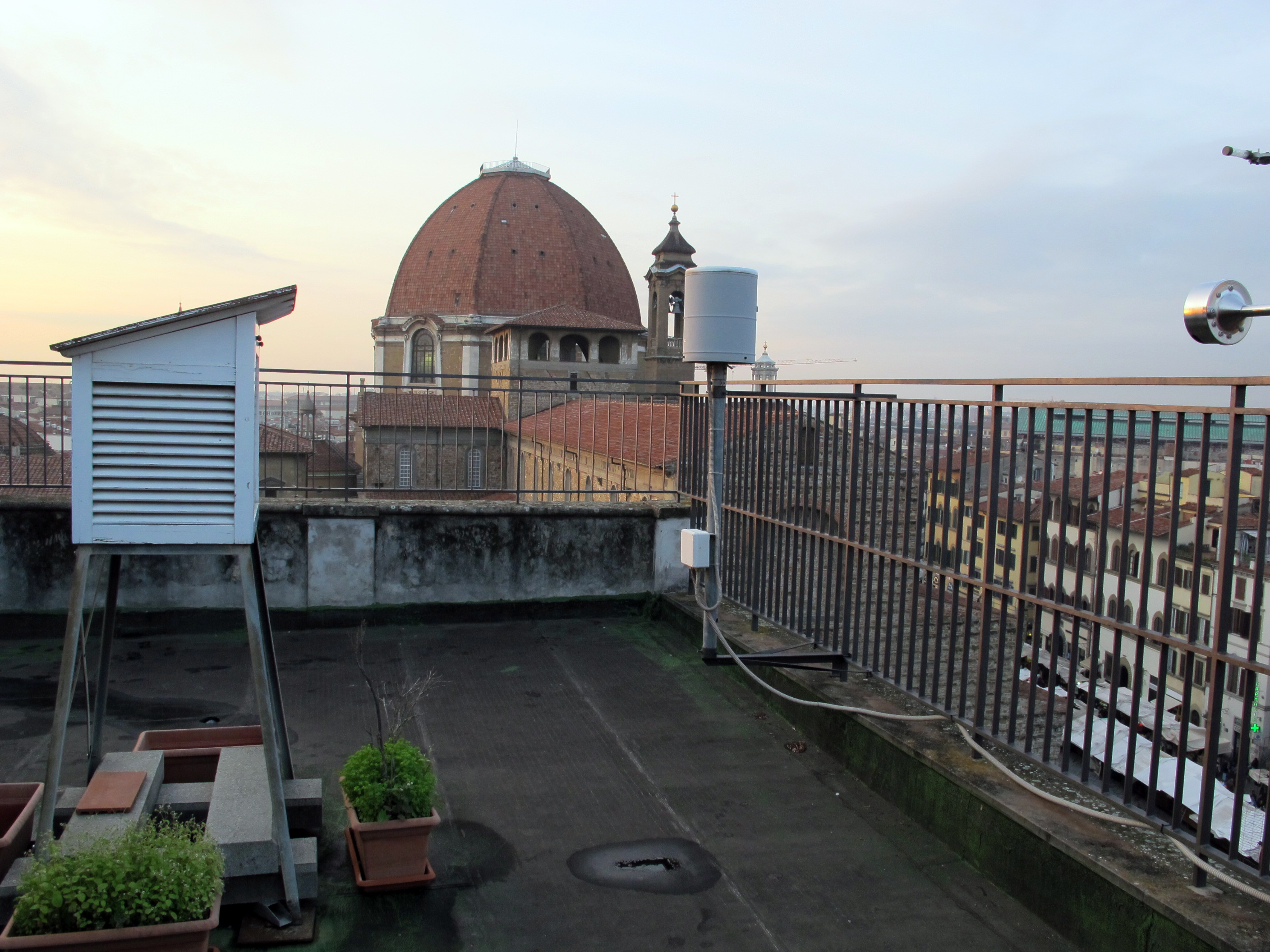
La stazione meteorologica all'ombra della cupola di San Lorenzo

La stazione meteorologica, da sempre di tipo urbano, si trova nell'Italia centrale, in Toscana, nel comune di Firenze, alle coordinate geografiche 43°46′28.07″N 11°15′18.87″E, collocata sul terrazzo meteorologico alla sommità della casa-torre che ospita l'Osservatorio Ximeniano ad un'altezza di 75 metri s.l.m.; il terrazzo meteorologico si trova ad un'altezza di 23,5 metri dal livello della strada. Il pozzetto barometrico è collocato a 75,41 metri s.l.m., mentre gli imbuti pluviometrici si trovano ad un'altezza di 26,5 metri dal livello della strada; gli anemografi sono invece collocati rispettivamente a 32,7 e a 33,9 metri di altezza dal livello della strada.
La stazione ha alle spalle un'attività pluricentenaria, avendo cominciato a rilevare dati meteorologici con continuità a partire dal 1813 anche se già negli anni precedenti venivano effettuate rilevazioni frammentarie in correlazione alle osservazioni astronomiche. L'attività meteorologica dell'Osservatorio Ximeniano andò ad affiancarsi a quella della stazione meteorologica di Firenze Museo La Specola che aveva iniziato ad effettuare le osservazioni meteorologiche e le registrazioni dei dati a partire dal 1797; le due stazioni diedero un nuovo impulso alla meteorologia fiorentina, dopo il periodo di grande splendore che tra il 1654 e il 1670 vide la stazione meteorologica di Firenze Monastero degli Angeli rilevare i dati termometrici ed effettuare le osservazioni giornaliere per la rete meteorologica granducale.
Fino ad almeno il 1920 la stazione meteorologica effettuava soltanto osservazioni orarie a determinate ore prestabilite senza fornire dati di minima e massima effettive, tuttavia gli orari di rilevazione sono variati diverse volte nel tempo in questo modo:
- Dal 1813 e il 1817 le osservazioni meteorologiche erano fatte due volte al giorno senza orari specificati, quasi certamente la mattina e la sera.
- Dal 1818 al luglio 1820 veniva effettuata un'unica osservazione giornaliera a mezzogiorno.
- Dall'agosto 1820 al 1826 il numero di osservazioni giornaliere passò a tre: una la mattina, una a mezzogiorno e una la sera.
- Dal 1827 al 1852 le osservazioni meteorologiche venivano effettuate alle ore 7, alle ore 12 e alle ore 23.
- Dal 1853 al giugno 1856 il numero di osservazioni giornaliere passò a sei: alle ore 7, alle ore 9, alle ore 12, alle ore 15, alle ore 18 e alle ore 21.
- Dal giugno 1856 al 1872 il numero di osservazioni giornaliere si ridusse a quattro: alle ore 7, alle ore 12, alle ore 17 e alle ore 22.
- Dal 1873 al settembre 1878 le osservazioni giornaliere tornarono ad essere sei: alle ore 6, alle ore 9, alle ore 12, alle ore 15, alle ore 18 e alle ore 21.
- Dal 1878 al 1920 le osservazioni meteorologiche vennero ridotte a tre: alle ore 9, alle ore 15 e alle ore 21[2].

Dal 1953 al 1996 ha fornito dati che poi sono stati pubblicati annualmente nei corrispondenti annali idrologici del compartimento di Pisa, che è competente per gran parte della regione e per alcune aree limitrofe al di fuori dei confini amministrativi.
Dal 18 aprile 1993 la stazione meteorologica tradizionale è stata affiancata da una centralina dell'ARPAT.

## Medie climatiche

### Dati climatologici 1971-2000
In base alla media trentennale 1971-2000, la temperatura media annua è di +15,2 °C; la temperatura media del mese più freddo, gennaio è di +6,8 °C, mentre la temperatura media del mese più caldo, luglio è di +25,2 °C. A livello stagionale, la temperatura media del trimestre meteorologico estivo si attesta a +23,9 °C, mentre la temperatura media del trimestre meteorologico invernale si ferma a +7,3 °C; il trimestre meteorologico autunnale con una temperatura media di +15,4 °C risulta leggermente più caldo di quello primaverile che si attesta a +14,0 °C.
Le precipitazioni medie annue si attestano a 838,4 mm, con minimo relativo in estate di 162,3 mm medi stagionali nel trimestre meteorologico e picco massimo in autunno con 289,6 mm medi stagionali; il massimo secondario si verifica in primavera con 204,7 mm medi nel trimestre meteorologico, mentre l'inverno con 181,8 mm medi stagionali si caratterizza per un trimestre meteorologico di poco più piovoso rispetto a quello estivo.
L'umidità relativa media annua fa registrare il valore di 60,3% con minimo mensile di 47% a luglio e massimo mensile di 72% a novembre e a dicembre; a livello stagionale il minimo trimestrale si ha in estate con il 49,7% e il massimo trimestrale in inverno col 67,7%; l'autunno si caratterizza per un massimo secondario trimestrale di 66,3% mentre la primavera ha una media trimestrale di 57,3%.
La pressione atmosferica media a 0 °C presenta un valore medio annuo di 1008,1 hPa, con massimo mensile di 1010,6 hPa a gennaio e minimo mensile di 1004,7 hPa ad aprile; a livello stagionale il valore medio trimestrale più elevato si registra in inverno con 1009,8 hPa (seguito dai 1009,0 hPa del trimestre autunnale), mentre il valore medio trimestrale più basso si registra in primavera con 1006,4 hPa (minimo secondario nel trimestre meteorologico estivo con 1007,1 hPa).
| Firenze Ximeniano (1971-2000) | Mesi    | Mesi    | Mesi    | Mesi    | Mesi    | Mesi    | Mesi    | Mesi    | Mesi    | Mesi    | Mesi    | Mesi    | Stagioni | Stagioni | Stagioni | Stagioni | Anno    |
| Firenze Ximeniano (1971-2000) | Gen     | Feb     | Mar     | Apr     | Mag     | Giu     | Lug     | Ago     | Set     | Ott     | Nov     | Dic     | Inv      | Pri      | Est      | Aut      | Anno    |
| ----------------------------- | ------- | ------- | ------- | ------- | ------- | ------- | ------- | ------- | ------- | ------- | ------- | ------- | -------- | -------- | -------- | -------- | ------- |
| T. max. media (°C)            | 10,1    | 11,8    | 15,1    | 18,3    | 23,6    | 27,6    | 31,2    | 31,1    | 26,2    | 20,3    | 13,9    | 10,5    | 10,8     | 19,0     | 30,0     | 20,1     | 20,0    |
| T. media (°C)                 | 6,8     | 7,7     | 10,5    | 13,4    | 18,2    | 21,8    | 25,2    | 24,8    | 20,5    | 15,6    | 10,2    | 7,4     | 7,3      | 14,0     | 23,9     | 15,4     | 15,2    |
| T. min. media (°C)            | 4,0     | 4,3     | 6,4     | 8,9     | 12,6    | 15,8    | 18,5    | 18,7    | 15,7    | 11,9    | 7,3     | 4,9     | 4,4      | 9,3      | 17,7     | 11,6     | 10,8    |
| Precipitazioni (mm)           | 53,6    | 54,4    | 59,6    | 77,7    | 67,4    | 61,4    | 42,7    | 58,2    | 80,6    | 103,8   | 105,2   | 73,8    | 181,8    | 204,7    | 162,3    | 289,6    | 838,4   |
| Umidità relativa media (%)    | 69      | 62      | 59      | 58      | 55      | 52      | 47      | 50      | 59      | 68      | 72      | 72      | 67,7     | 57,3     | 49,7     | 66,3     | 60,3    |
| Pressione a 0 °C (hPa)        | 1 010,6 | 1 009,1 | 1 007,8 | 1 004,7 | 1 006,7 | 1 007,1 | 1 007,0 | 1 007,1 | 1 008,6 | 1 009,2 | 1 009,1 | 1 009,6 | 1 009,8  | 1 006,4  | 1 007,1  | 1 009,0  | 1 008,1 |

### Dati climatologici 1961-1990
In base alla media trentennale 1961-1990, la temperatura media del mese più freddo, gennaio è di +6,2 °C, mentre la temperatura media del mese più caldo, luglio è di +24,0 °C.
Le precipitazioni medie annue si attestano a 751 mm, mediamente distribuite in 84 giorni annui, con minimo in estate e picco in autunno.
Il vento presenta una velocità media annua pari a 3,4 m/s, con minimo di 3 m/s a settembre e massimo di 3,7 m/s a gennaio; le direzioni prevalenti sono di grecale tra gennaio ed aprile e tra settembre e novembre, di tramontana a dicembre, di ponente a maggio, a luglio e ad agosto e di libeccio a giugno.
| Firenze Ximeniano (1961-1990)                        | Mesi   | Mesi   | Mesi   | Mesi   | Mesi  | Mesi   | Mesi  | Mesi  | Mesi   | Mesi   | Mesi   | Mesi  | Stagioni | Stagioni | Stagioni | Stagioni | Anno   |
| Firenze Ximeniano (1961-1990)                        | Gen    | Feb    | Mar    | Apr    | Mag   | Giu    | Lug   | Ago   | Set    | Ott    | Nov    | Dic   | Inv      | Pri      | Est      | Aut      | Anno   |
| ---------------------------------------------------- | ------ | ------ | ------ | ------ | ----- | ------ | ----- | ----- | ------ | ------ | ------ | ----- | -------- | -------- | -------- | -------- | ------ |
| T. max. media (°C)                                   | 9,6    | 11,1   | 14,5   | 18,5   | 22,7  | 26,9   | 30,3  | 29,6  | 25,8   | 20,3   | 14,1   | 10,0  | 10,2     | 18,6     | 28,9     | 20,1     | 19,5   |
| T. media (°C)                                        | 6,2    | 7,3    | 10,0   | 13,4   | 17,1  | 21,0   | 24,0  | 23,6  | 20,3   | 15,4   | 10,6   | 6,7   | 6,7      | 13,5     | 22,9     | 15,4     | 14,6   |
| T. min. media (°C)                                   | 2,8    | 3,5    | 5,5    | 8,3    | 11,5  | 15,2   | 17,7  | 17,6  | 14,9   | 10,6   | 7,2    | 3,4   | 3,2      | 8,4      | 16,8     | 10,9     | 9,9    |
| Nuvolosità (okta al giorno)                          | 6      | 7      | 6      | 5      | 5     | 5      | 3     | 4     | 4      | 5      | 7      | 7     | 6,7      | 5,3      | 4        | 5,3      | 5,3    |
| Precipitazioni (mm)                                  | 60     | 67     | 59     | 57     | 70    | 48     | 26    | 51    | 61     | 83     | 98     | 71    | 198      | 186      | 125      | 242      | 751    |
| Giorni di pioggia                                    | 8      | 8      | 8      | 7      | 8     | 6      | 3     | 4     | 6      | 7      | 10     | 9     | 25       | 23       | 13       | 23       | 84     |
| Giorni di cielo sereno                               | 11     | 9      | 12     | 13     | 14    | 15     | 22    | 20    | 17     | 16     | 9      | 10    | 30       | 39       | 57       | 42       | 168    |
| Radiazione solare globale media (centesimi di MJ/m²) | 610    | 890    | 1 340  | 1 700  | 2 110 | 2 300  | 2 320 | 1 970 | 1 500  | 1 030  | 660    | 490   | 1 990    | 5 150    | 6 590    | 3 190    | 16 920 |
| Vento (direzione-m/s)                                | NE 3,7 | NE 3,5 | NE 3,6 | NE 3,5 | W 3,4 | SW 3,3 | W 3,4 | W 3,3 | NE 3,0 | NE 3,4 | NE 3,3 | N 3,5 | 3,6      | 3,5      | 3,3      | 3,2      | 3,4    |

### Dati climatologici 1919-1970
In base alla media cinquantennale 1919-1970, la temperatura media annua si attestava a +14,5 °C, la temperatura media del mese più freddo, gennaio è stata di +5,5 °C, mentre la temperatura media del mese più caldo, luglio si attestava a +24,1 °C.
Le precipitazioni medie annue si attestavano a 828,5 mm, con minimo relativo in estate di 120,6 mm medi trimestrali e picco massimo in autunno con 282,9 mm medi trimestrali; il massimo secondario era in inverno con 226,8 mm medi trimestrali, mentre in primavera si raggiungevano 198,2 mm medi trimestrali; il mese meno piovoso era luglio con 26,5 mm medi, mentre il mese più piovoso con 107,6 mm medi era novembre.
L'umidità relativa media annua si attestava a 58,8% con minimo mensile di 45,5% a luglio e massimo mensile di 71,3% a novembre e a dicembre; l'estate si caratterizzava per un minimo stagionale trimestrale di 47,8% mentre il massimo stagionale trimestrale era in inverno col 67%; il massimo secondario si verificava in autunno col 63,9% mentre in primavera la media trimestrale stagionale era di 56,2%.
La pressione atmosferica media a 0 °C faceva registrare un valore medio di 1005,9 hPa, con massimo mensile di 1007,3 hPa a settembre e minimo mensile di 1004,0 hPa ad aprile; il massimo pressorio trimestrale stagionale si verificava in autunno col 1006,9 hPa (seguito dai 1006,1 hPa del trimestre invernale), mentre il minimo pressorio trimestrale stagionale si registrava in primavera con 1004,9 hPa, mentre l'estate raggiungeva una media trimestrale stagionale di 1005,7 hPa.
La tensione di vapore media annua era di 10,9 hPa, com massimo mensile di 15,5 hPa ad agosto e minimo mensile di 6,7 hPa a gennaio; a livello stagionale in estate si verififcava il massimo trimestrale stagionale di 15,0 hPa, mentre in inverno si registrava il minimo trimestrale stagionale di 6,8 hPa; il trimestre autunnale aveva una media stagionale di 12,1 hPa, mentre la primavera si caratterizzava per una media trimestrale di 9,7 hPa.
| Firenze Ximeniano (1919-1970) | Mesi    | Mesi    | Mesi    | Mesi    | Mesi    | Mesi    | Mesi    | Mesi    | Mesi    | Mesi    | Mesi    | Mesi    | Stagioni | Stagioni | Stagioni | Stagioni | Anno    |
| Firenze Ximeniano (1919-1970) | Gen     | Feb     | Mar     | Apr     | Mag     | Giu     | Lug     | Ago     | Set     | Ott     | Nov     | Dic     | Inv      | Pri      | Est      | Aut      | Anno    |
| ----------------------------- | ------- | ------- | ------- | ------- | ------- | ------- | ------- | ------- | ------- | ------- | ------- | ------- | -------- | -------- | -------- | -------- | ------- |
| T. max. media (°C)            | 9,2     | 11,1    | 14,6    | 18,7    | 23,4    | 27,8    | 30,8    | 30,5    | 26,3    | 20,1    | 14,1    | 10,0    | 10,1     | 18,9     | 29,7     | 20,2     | 19,7    |
| T. media (°C)                 | 5,5     | 6,9     | 9,9     | 13,3    | 17,6    | 21,4    | 24,1    | 23,7    | 20,2    | 14,9    | 9,8     | 6,5     | 6,3      | 13,6     | 23,1     | 15,0     | 14,5    |
| T. min. media (°C)            | 2,0     | 2,9     | 5,0     | 7,9     | 11,4    | 14,7    | 16,9    | 16,7    | 14,3    | 10,1    | 6,3     | 3,1     | 2,7      | 8,1      | 16,1     | 10,2     | 9,3     |
| Precipitazioni (mm)           | 72,7    | 71,1    | 65,5    | 65,4    | 67,3    | 52,2    | 26,5    | 41,9    | 74,1    | 101,2   | 107,6   | 83,0    | 226,8    | 198,2    | 120,6    | 282,9    | 828,5   |
| Umidità relativa media (%)    | 66,4    | 63,4    | 58,3    | 56,1    | 54,3    | 50,4    | 45,5    | 47,6    | 55,4    | 65,1    | 71,3    | 71,3    | 67,0     | 56,2     | 47,8     | 63,9     | 58,8    |
| Pressione a 0 °C (hPa)        | 1 006,9 | 1 005,4 | 1 005,5 | 1 004,0 | 1 005,1 | 1 006,0 | 1 005,6 | 1 005,4 | 1 007,3 | 1 007,1 | 1 006,3 | 1 006,1 | 1 006,1  | 1 004,9  | 1 005,7  | 1 006,9  | 1 005,9 |
| Tensione di vapore (hPa)      | 6,7     | 7,0     | 7,7     | 9,2     | 12,2    | 14,2    | 15,3    | 15,5    | 14,4    | 12,2    | 9,7     | 6,8     | 6,8      | 9,7      | 15,0     | 12,1     | 10,9    |

### Dati climatologici 1878-1918
In base alla media quarantennale 1878-1918, la temperatura media annua si attestava a +14,6 °C, la temperatura media del mese più freddo, gennaio è stata di +5,1 °C, mentre la temperatura media del mese più caldo, luglio si attestava a +24,5 °C.
Le precipitazioni medie annue si attestavano a 821,2 mm, con minimo relativo in estate di 137,9 mm medi trimestrali e picco massimo in autunno con 280,9 mm medi trimestrali; il massimo secondario era in primavera con 214,2 mm medi trimestrali, mentre in inverno si raggiungevano 188,2 mm medi trimestrali; il mese meno piovoso era luglio con 36,0 mm medi, mentre il mese più piovoso con 99,4 mm medi era novembre.
L'umidità relativa media annua si attestava a 59,7% con minimo mensile di 47,3% a luglio e massimo mensile di 71,6% a novembre; l'estate si caratterizzava per un minimo stagionale trimestrale di 49% mentre il massimo stagionale trimestrale era in inverno col 67,7%; il massimo secondario si verificava in autunno col 64,9% mentre in primavera la media trimestrale stagionale era di 57,3%.
| Firenze Ximeniano (1878-1918) | Mesi | Mesi | Mesi | Mesi | Mesi | Mesi | Mesi | Mesi | Mesi | Mesi | Mesi | Mesi | Stagioni | Stagioni | Stagioni | Stagioni | Anno  |
| Firenze Ximeniano (1878-1918) | Gen  | Feb  | Mar  | Apr  | Mag  | Giu  | Lug  | Ago  | Set  | Ott  | Nov  | Dic  | Inv      | Pri      | Est      | Aut      | Anno  |
| ----------------------------- | ---- | ---- | ---- | ---- | ---- | ---- | ---- | ---- | ---- | ---- | ---- | ---- | -------- | -------- | -------- | -------- | ----- |
| T. max. media (°C)            | 8,4  | 10,8 | 14,0 | 18,1 | 22,8 | 27,0 | 30,1 | 29,5 | 24,8 | 19,5 | 13,5 | 9,9  | 9,7      | 18,3     | 28,9     | 19,3     | 19,0  |
| T. media (°C)                 | 5,1  | 6,6  | 9,7  | 13,5 | 17,9 | 21,8 | 24,5 | 24,2 | 20,4 | 15,2 | 9,8  | 6,7  | 6,1      | 13,7     | 23,5     | 15,1     | 14,6  |
| T. min. media (°C)            | 1,7  | 3,0  | 5,4  | 8,7  | 12,4 | 15,5 | 18,1 | 18,1 | 14,5 | 11,2 | 6,2  | 3,6  | 2,8      | 8,8      | 17,2     | 10,6     | 9,9   |
| Precipitazioni (mm)           | 58,5 | 54,3 | 69,5 | 70,2 | 74,5 | 55,7 | 36,0 | 46,2 | 85,2 | 96,3 | 99,4 | 75,4 | 188,2    | 214,2    | 137,9    | 280,9    | 821,2 |
| Umidità relativa media (%)    | 68,4 | 64,3 | 59,4 | 57,3 | 55,3 | 51,9 | 47,3 | 47,7 | 56,1 | 67,1 | 71,6 | 70,5 | 67,7     | 57,3     | 49,0     | 64,9     | 59,7  |

## Valori estremi

### Temperature estreme

#### Temperature estreme mensili dal 1813 ad oggi
Le temperature estreme annue registrate dal 1813 in poi sono i +41,6 °C del 26 luglio 1983 e i -12,9 °C del 30 dicembre 1849.
Il valore massimo del 1983 corrisponde alla temperatura massima assoluta registrata nel corso dell'intera serie storica; tra il 1813 e il 1900 la temperatura più elevata rilevata fu invece di +40,0 °C e venne registrata il 13 agosto 1861 (record mensile di luglio +39,4 °C il 2 luglio 1897), venendo superata soltanto dai +40,2 °C del 1º agosto 1958, prima che fosse raggiunto il record assoluto di caldo il 26 luglio 1983; la temperatura massima più elevata finora registrata dopo il 2000 è stata quella di +40,8 °C del 21 agosto 2011. La temperatura minima più bassa registrata nel corso del Novecento è stata quella di -11,0 °C dell'11 gennaio 1985, mentre nel secolo attuale il valore più basso è stato registrato il 20 dicembre 2009 con -10,4 °C.
| Firenze Ximeniano (1813-2023) | Mesi               | Mesi               | Mesi              | Mesi              | Mesi              | Mesi                 | Mesi              | Mesi              | Mesi                         | Mesi              | Mesi              | Mesi               | Stagioni | Stagioni | Stagioni | Stagioni | Anno  |
| Firenze Ximeniano (1813-2023) | Gen                | Feb                | Mar               | Apr               | Mag               | Giu                  | Lug               | Ago               | Set                          | Ott               | Nov               | Dic                | Inv      | Pri      | Est      | Aut      | Anno  |
| ----------------------------- | ------------------ | ------------------ | ----------------- | ----------------- | ----------------- | -------------------- | ----------------- | ----------------- | ---------------------------- | ----------------- | ----------------- | ------------------ | -------- | -------- | -------- | -------- | ----- |
| T. max. assoluta (°C)         | 18,9 (29/01/1932)  | 22,6 (23/02/1990)  | 26,4 (26/03/1989) | 30,7 (28/04/2012) | 37,1 (25/05/2009) | 38,1 (24/06/2006)    | 41,6 (26/07/1983) | 40,8 (21/08/2011) | 36,4 (05/09/1949)            | 33,5 (02/10/2011) | 24,1 (03/11/2004) | 20,4 (02/12/1872)  | 22,6     | 37,1     | 41,6     | 36,4     | 41,6  |
| T. min. assoluta (°C)         | −11,0 (11/01/1985) | −10,6 (16/02/1956) | −8,6 (05/03/1949) | −2,0 (15/04/1973) | 1,6 (08/05/1957)  | 6,0 (01, 06/06/1873) | 8,0 (30/07/1973)  | 9,7 (29/08/1924)  | 4,3 (18/09/1889, 25/09/1931) | −1,4 (31/10/1941) | −5,3 (22/11/1954) | −12,9 (30/12/1849) | −12,9    | −8,6     | 6,0      | −5,3     | −12,9 |

#### Temperature sopra 40°C registrate dal 1813
| Data       | Temperatura Massima |
| ---------- | ------------------- |
| 26/07/1983 | 41,6 °C             |
| 21/08/2011 | 40,8 °C             |
| 22/08/2011 | 40,4 °C             |
| 01/08/1958 | 40,2 °C             |
| 27/07/1983 | 40,2 °C             |
| 13/08/1861 | 40,0 °C             |
| 31/07/1983 | 40,0 °C             |

#### Temperature sotto -10°C registrate dal 1813
| Data       | Temperatura Minima |
| ---------- | ------------------ |
| 30/12/1849 | -12,9 °C           |
| 11/01/1985 | -11,0 °C           |
| 24/01/1891 | -10,6 °C           |
| 16/02/1956 | -10,6 °C           |
| 12/01/1985 | -10,6 °C           |
| 16/02/1929 | -10,5 °C           |
| 20/12/2009 | -10,4 °C           |
| 15/02/1956 | -10,1 °C           |

#### Temperature medie integrali mensili più elevate dal 1821 al 2006
Nella tabella sottostante sono indicati i mesi con le temperature medie integrali più elevate dal 1821 (anno di inizio delle elaborazioni complete di tali medie) fino al 2006; sono elencati i mesi con la temperatura media superiore o eguale a 27 °C. Il mese più caldo della serie storica esaminata è stato agosto 1943 con +30,0 °C, seguito da agosto 1861 e agosto 2003, entrambi con +29,0 °C.
| Mese        | Temperatura Media integrale |
| ----------- | --------------------------- |
| agosto 1943 | +30,0 °C                    |
| agosto 1861 | +29,0 °C                    |
| agosto 2003 | +29,0 °C                    |
| luglio 1846 | +28,1 °C                    |
| luglio 1859 | +28,0 °C                    |
| luglio 1853 | +27,9 °C                    |
| luglio 1905 | +27,9 °C                    |
| luglio 1945 | +27,9 °C                    |
| agosto 1859 | +27,8 °C                    |
| luglio 1869 | +27,8 °C                    |
| agosto 1994 | +27,8 °C                    |
| luglio 2006 | +27,8 °C                    |
| luglio 1943 | +27,7 °C                    |
| luglio 1950 | +27,7 °C                    |
| luglio 1983 | +27,7 °C                    |
| luglio 2003 | +27,7 °C                    |
| luglio 1928 | +27,4 °C                    |
| luglio 1947 | +27,4 °C                    |
| luglio 1952 | +27,4 °C                    |
| luglio 1994 | +27,4 °C                    |
| luglio 1871 | +27,3 °C                    |
| luglio 1904 | +27,2 °C                    |
| luglio 1982 | +27,2 °C                    |
| luglio 1865 | +27,1 °C                    |
| giugno 2003 | +27,1 °C                    |
| agosto 1873 | +27,0 °C                    |
| luglio 1935 | +27,0 °C                    |
| agosto 1947 | +27,0 °C                    |

#### Temperature medie integrali mensili più basse dal 1821 al 2006
Nella tabella sottostante sono indicati i mesi con le temperature medie integrali più basse dal 1821 (anno di inizio delle elaborazioni complete di tali medie) fino al 2006; sono elencati i mesi con la temperatura media inferiore o eguale a 3,5 °C. Il mese più freddo della serie storica esaminata è stato nettamente febbraio 1956 con +0,6 °C, seguito a netta distanza da gennaio 1864 e gennaio 1942 con +1,8 °C, seguiti a ruota dal dicembre 1871 con +1,9 °C.
| Mese          | Temperatura Media integrale |
| ------------- | --------------------------- |
| febbraio 1956 | +0,6 °C                     |
| gennaio 1864  | +1,8 °C                     |
| gennaio 1942  | +1,8 °C                     |
| dicembre 1871 | +1,9 °C                     |
| gennaio 1893  | +2,0 °C                     |
| gennaio 1947  | +2,0 °C                     |
| gennaio 1858  | +2,3 °C                     |
| gennaio 1888  | +2,4 °C                     |
| gennaio 1880  | +2,5 °C                     |
| febbraio 1929 | +2,5 °C                     |
| gennaio 1929  | +2,6 °C                     |
| dicembre 1940 | +2,8 °C                     |
| dicembre 1851 | +2,9 °C                     |
| gennaio 1945  | +2,8 °C                     |
| gennaio 1914  | +2,9 °C                     |
| gennaio 1963  | +2,9 °C                     |
| gennaio 1830  | +3,0 °C                     |
| gennaio 1855  | +3,0 °C                     |
| febbraio 1909 | +3,0 °C                     |
| gennaio 1935  | +3,1 °C                     |
| gennaio 1985  | +3,1 °C                     |
| gennaio 1905  | +3,2 °C                     |
| dicembre 1879 | +3,3 °C                     |
| gennaio 1907  | +3,3 °C                     |
| gennaio 1850  | +3,4 °C                     |
| febbraio 1858 | +3,4 °C                     |
| gennaio 1870  | +3,4 °C                     |
| febbraio 1895 | +3,4 °C                     |
| febbraio 1901 | +3,4 °C                     |
| gennaio 1940  | +3,4 °C                     |
| febbraio 1932 | +3,4 °C                     |
| gennaio 1833  | +3,5 °C                     |
| gennaio 1874  | +3,5 °C                     |
| febbraio 1875 | +3,5 °C                     |
| gennaio 1901  | +3,5 °C                     |
| gennaio 1954  | +3,5 °C                     |
| gennaio 1981  | +3,5 °C                     |

#### Temperature estreme annue dal 1813 al 2006
Nella tabella sottostante ad espansione sono riportati i valori delle temperature estreme annue registrate dal 1813 al 2006; per ogni anno vengono riportati anche i giorni in cui si sono registrati i relativi valori estremi.
Nei primi due decenni le temperature massime e minime non corrispondono a valori effettivi ma rispettivamente ai valori più alti e più bassi tra le sporadiche osservazioni giornaliere effettuate.
- 1813: +27,5 °C (1º agosto); +6,3 °C (30 dicembre) - mancano i dati dei mesi di gennaio, febbraio, marzo e luglio
- 1814: +30,6 °C (5 agosto); +4,4 °C (2 gennaio)
- 1815: +26,9 °C (23 luglio); 0,0 °C (19 gennaio) - mancano i dati dei mesi di agosto e settembre
- 1816: +27,5 °C (9 agosto); +1,3 °C (2 febbraio) - mancano i dati dei mesi di gennaio, maggio, giugno e luglio
- 1817: +29,1 °C (16 agosto); +4,4 °C (31 dicembre)
- 1818: +32,0 °C (25 luglio); +1,3 °C (31 dicembre) - mancano i dati dei mesi di aprile e settembre
- 1819: +35,0 °C (7 luglio); +0,6 °C (8 gennaio) - mancano i dati del mese di febbraio
- 1820: +32,5 °C (21 luglio, 10 e 13 agosto; -2,5 °C (10 gennaio) - mancano i dati dei mesi di novembre e dicembre
- 1821: +29,4 °C (22 luglio e 11 agosto); -3,9 °C (17 dicembre)
- 1822: +31,1 °C (23 giugno e 24 giugno); -2,2 °C (19 gennaio)
- 1823: +30,6 °C (27 agosto); 0,0 °C (18 dicembre)
- 1824: +32,5 °C (13 luglio); -2,5 °C (19 gennaio)
- 1825: +32,3 °C (19 luglio); -0,8 °C (15 marzo)
- 1826: +32,1 °C (18 agosto); -2,9 °C (19 gennaio)
- 1827: +32,5 °C (29 luglio); -5,3 °C (20 gennaio)
- 1828: +32,8 °C (21 giugno e 9 luglio); -2,8 °C (16 febbraio)
- 1829: +32,5 °C (16 luglio); -3,8 °C (12 febbraio, 13 febbraio e 30 dicembre)
- 1830: +35,0 °C (16 luglio); -4,4 °C (1º febbraio)
- 1831: +31,4 °C (5 agosto); -2,8 °C (1º febbraio)
- 1832: +35,3 °C (14 luglio); -6,5 °C (26 dicembre)
- 1833: +31,3 °C (29 giugno); -6,9 °C (24 gennaio)
- 1834: +32,9 °C (21 luglio); -3,0 °C (25 dicembre)
- 1835: +32,5 °C (17 luglio); -1,9 °C (12 dicembre)
- 1836: +34,6 °C (6 luglio); -5,8 °C (4 gennaio)
- 1837: +33,6 °C (16 giugno); -3,9 °C (3 gennaio) - mancano i dati del mese di febbraio
- 1838: +34,8 °C (19 luglio); -3,1 °C (24 dicembre)
- 1839: +35,8 °C (16 luglio); -3,8 °C (19 gennaio e 4 febbraio)
- 1840: +33,1 °C (24 luglio); -3,8 °C (9 gennaio e 24 marzo)
- 1841: +37,3 °C (17 luglio); -2,9 °C (31 gennaio)
- 1842: +35,4 °C (6 agosto); -2,1 °C (10 febbraio)
- 1843: +34,0 °C (6 luglio); -2,9 °C (5 gennaio)
- 1844: +35,4 °C (30 giugno); -3,6 °C (2 febbraio)
- 1845: +37,1 °C (8 luglio); -5,9 °C (21 febbraio)
- 1846: +38,0 °C (6 agosto); -7,5 °C (18 dicembre)
- 1847: +34,9 °C (13 luglio); -0,8 °C (14 marzo)
- 1848: +35,4 °C (28 luglio); -2,5 °C (31 dicembre)
- 1849: +35,9 °C (30 giugno); -12,9 °C (30 dicembre)
- 1850: +33,6 °C (24 agosto); -6,1 °C (4 gennaio)
- 1851: +34,1 °C (22 luglio); -3,9 °C (22 dicembre)
- 1852: +34,3 °C (17 luglio); -2,5 °C (1º gennaio)
- 1853: +36,3 °C (1º agosto); -5,0 °C (31 dicembre)
- 1854: +33,8 °C (22 luglio e 10 agosto); -5,3 °C (17 febbraio)
- 1855: +34,9 °C (3 agosto); -7,0 °C (21 dicembre)
- 1856: +36,3 °C (14 agosto); -3,8 °C (3 dicembre)
- 1857: +34,9 °C (4 agosto); -3,1 °C (8 febbraio)
- 1858: +34,4 °C (20 giugno); -6,3 °C (31 gennaio)
- 1859: +39,6 °C (4 agosto); -4,5 °C (15 gennaio)
- 1860: +33,4 °C (17 luglio); -3,4 °C (23 dicembre)
- 1861: +40,0 °C (13 agosto); -3,5 °C (20 gennaio)
- 1862: +34,8 °C (2 agosto); -5,0 °C (12 febbraio)
- 1863: +35,0 °C (8 agosto); -0,8 °C (19 febbraio)
- 1864: +34,4 °C (30 luglio); -7,9 °C (17 gennaio)
- 1865: +37,6 °C (20 luglio); -3,3 °C (29 dicembre)
- 1866: +37,0 °C (15 luglio); -2,0 °C (1º gennaio)
- 1867: +35,0 °C (22 luglio); -4,0 °C (29 dicembre)
- 1868: +36,0 °C (28 luglio e 16 agosto); -3,0 °C (12 gennaio)
- 1869: +38,0 °C (31 luglio); -7,0 °C (26 gennaio)
- 1870: +37,0 °C (8 luglio); -6,8 °C (28 gennaio)
- 1871: +36,0 °C (19 luglio); -9,0 °C (10 dicembre)
- 1872: +35,6 °C (31 luglio); -4,0 °C (12 gennaio)
- 1873: +36,2 °C (7 agosto); -2,7 °C (31 dicembre)
- 1874: +37,7 °C 9 luglio); -5,3 °C (25 dicembre)
- 1875: +34,2 °C (18 agosto); -3,7 °C (12 febbraio)
- 1876: +35,6 °C (6 agosto); -6,1 °C (6 gennaio)
- 1877: +35,9 °C (20 agosto); -5,1 °C (2 marzo)
- 1878: +35,0 °C (23 luglio); -4,0 °C (21 gennaio)
- 1879: +37,6 °C (3 agosto; -6,6 °C (12 dicembre)
- 1880: +35,6 °C (22 luglio); -9,5 °C (22 gennaio)
- 1881: +38,8 °C (19 luglio); -4,0 °C (17 gennaio)
- 1882: +34,9 °C (8 luglio); -4,4 °C (30 gennaio)
- 1883: +35,2 °C (13 luglio); -4,7 °C (26 gennaio)
- 1884: +36,8 °C (17 luglio); -3,6 °C (14 gennaio)
- 1885: +36,4 °C (7 agosto); -5,9 °C (13 dicembre)
- 1886: +34,7 °C (21 luglio); -3,6 °C (12 gennaio)
- 1887: +36,6 °C (2 agosto); -6,5 °C (19 febbraio)
- 1888: +33,9 °C (17 agosto); -6,6 °C (1º febbraio)
- 1889: +34,2 °C (12 luglio); -3,8 °C (10 dicembre)
- 1890: +35,9 °C (20 agosto); -3,4 °C (13 dicembre)
- 1891: +33,7 °C (1º luglio); -10,6 °C (24 gennaio)
- 1892: +36,3 °C (18 agosto); -4,0 °C (7 dicembre)
- 1893: +34,6 °C (18 agosto); -7,9 °C (14 gennaio)
- 1894: +36,5 °C (26 agosto); -5,1 °C (1º gennaio)
- 1895: +34,3 °C (2 luglio); -5,8 °C (3 gennaio)
- 1896: +34,9 °C (12 luglio); -4,4 °C (10 febbraio)
- 1897: +39,4 °C (2 luglio); -3,8 °C (25 gennaio)
- 1898: +35,3 °C (22 agosto); -3,9 °C (26 dicembre)
- 1899: +34,1 °C (23 luglio); -4,8 °C (13 dicembre)
- 1900: +35,8 °C (28 luglio); -1,9 °C (16 gennaio)
- 1901: +34,6 °C (31 luglio); -6,6 °C (14 febbraio)
- 1902: +33,5 °C (27 luglio); -3,0 °C (23 dicembre)
- 1903: +34,0 °C (19 luglio); -4,6 °C (20 gennaio)
- 1904: +35,8 °C (21 luglio); -3,5 °C (30 novembre)
- 1905: +37,9 °C (4 luglio); -6,9 °C (4 gennaio)
- 1906: +35,0 °C (3 agosto); -4,0 °C (31 dicembre)
- 1907: +36,5 °C (9 agosto); -4,3 °C (23 gennaio e 24 gennaio)
- 1908: +33,2 °C (31 luglio); -5,6 °C (14 gennaio)
- 1909: +34,9 °C (26 luglio); -4,0 °C (30 gennaio)
- 1910: +33,4 °C (23 luglio); -2,5 °C (24 gennaio)
- 1911: +35,2 °C (28 luglio e 31 luglio); -5,8 °C (2 febbraio)
- 1912: +32,9 °C (18 luglio); -2,6 °C (1º febbraio)
- 1913: +32,7 °C (4 settembre); -2,7 °C (13 dicembre)
- 1914: +34,2 °C (12 agosto); -4,0 °C (3 gennaio)
- 1915: +33,5 °C (13 luglio); -4,4 °C (29 novembre)
- 1916: +36,4 °C (10 luglio); -2,2 °C (12 febbraio)
- 1917: +34,0 °C (19 luglio e 14 agosto); -3,8 °C (2 febbraio)
- 1918: +35,7 °C (18 luglio); -6,4 °C (5 gennaio e 6 gennaio)
- 1919: +33,9 °C (21 agosto); -6,7 °C (12 febbraio)
- 1920: +36,0 °C (22 luglio); -2,6 °C (10 febbraio)
- 1921: +36,2 °C (2 agosto); -3,0 °C (1º dicembre)
- 1922: +38,3 °C (14 agosto); -6,3 °C (8 gennaio)
- 1923: +39,0 °C (10 agosto); -4,9 °C (19 gennaio)
- 1924: +35,8 °C (5 luglio); -5,1 °C (1º gennaio)
- 1925: +35,8 °C (22 luglio); -6,3 °C (17 dicembre)
- 1926: +33,6 °C (19 luglio); -5,9 °C (13 gennaio)
- 1927: +35,8 °C (16 giugno); -7,8 °C (19 dicembre)
- 1928: +38,6 °C (17 luglio); -2,4 °C (24 febbraio)
- 1929: +36,7 °C (20 luglio); -10,5 °C (16 febbraio)
- 1930: +35,0 °C (25 agosto); -2,2 °C (23 gennaio)
- 1931: +37,7 °C (5 agosto); -5,9 °C (25 dicembre)
- 1932: +36,0 °C (18 agosto); -5,5 °C (22 febbraio)
- 1933: +35,6 °C (10 agosto); -3,8 °C (12 dicembre)
- 1934: +35,0 °C (21 luglio); -3,6 °C (15 febbraio)
- 1935: +38,0 °C (28 giugno); -4,0 °C (12 gennaio e 24 gennaio)
- 1936: +35,2 °C (27 luglio); -2,3 °C (13 febbraio e 27 dicembre)
- 1937: +35,6 °C (17 giugno); -4,1 °C (12 gennaio)
- 1938: +35,8 °C (29 luglio e 6 agosto); -8,2 °C (7 gennaio)
- 1939: +35,6 °C (19 luglio); -7,2 °C (31 dicembre)
- 1940: +31,8 °C (28 luglio); -7,4 °C (15 febbraio e 16 febbraio)
- 1941: +34,3 °C (26 luglio); -7,8 °C (31 dicembre)
- 1942: +34,6 °C (9 luglio); -8,3 °C (24 gennaio)
- 1943: +38,4 °C (19 agosto); -1,6 °C (19 gennaio)
- 1944: +36,2 °C (23 agosto); -2,2 °C (22 febbraio)
- 1945: +38,1 °C (21 luglio); -4,3 °C (23 gennaio)
- 1946: +36,1 °C (6 settembre); -1,6 °C (8 gennaio)
- 1947: +38,0 °C (1º agosto); -6,8 °C (6 gennaio)
- 1948: +33,9 °C (9 agosto); -2,5 °C (24 dicembre)
- 1949: +36,9 °C (8 agosto); -8,6 °C (5 marzo)
- 1950: +37,2 °C (28 luglio); -4,0 °C (21 dicembre)
- 1951: +37,1 °C (31 luglio); -2,1 °C (24 dicembre)
- 1952: +39,5 °C (6 luglio); -6,2 °C (22 gennaio)
- 1953: +36,3 °C (18 luglio); -6,0 °C (9 febbraio)
- 1954: +35,2 °C (25 luglio); -6,7 °C (26 gennaio)
- 1955: +35,7 °C (20 luglio); -5,5 °C (15 febbraio)
- 1956: +39,9 °C (10 agosto); -10,6 °C (16 febbraio)
- 1957: +38,8 °C (13 agosto); -3,6 °C (3 dicembre)
- 1958: +40,2 °C (1º agosto); -4,0 °C (30 gennaio)
- 1959: +36,0 °C (11 luglio); -5,0 °C (11 gennaio)
- 1960: +35,6 °C (28 agosto); -5,2 °C (14 gennaio)
- 1961: +36,3 °C (11 agosto); -5,2 °C (20 gennaio)
- 1962: +36,2 °C (26 luglio); -4,3 °C (27 dicembre)
- 1963: +34,9 °C (3 agosto); -7,9 °C (25 gennaio)
- 1964: +36,1 °C (29 agosto); -4,6 °C (19 gennaio)
- 1965: +35,0 °C (25 giugno); -3,1 °C (17 febbraio)
- 1966: +37,7 °C (13 agosto); -4,0 °C (14 gennaio)
- 1967: +36,5 °C (20 luglio); -4,8 °C (10 gennaio)
- 1968: +37,2 °C (11 luglio); -9,8 °C (14 gennaio)
- 1969: +36,0 °C (20 luglio); -3,5 °C (11 febbraio)
- 1970: +36,4 °C (23 luglio); -5,0 °C (24 dicembre)
- 1971: +36,4 °C (15 agosto); -4,0 °C (6 marzo)
- 1972: +38,5 °C (13 agosto); -2,5 °C (18 dicembre)
- 1973: +39,2 °C (11 agosto); -4,2 °C (1º marzo)
- 1974: +38,4 °C (17 agosto); -2,4 °C (15 dicembre)
- 1975: +36,6 °C (18 luglio); -3,4 °C (25 novembre)
- 1976: +35,2 °C (17 luglio); -5,5 °C (29 gennaio)
- 1977: +34,0 °C (12 luglio); -2,7 °C (19 dicembre)
- 1978: +35,2 °C (14 luglio); -3,2 °C (7 gennaio)
- 1979: +36,6 °C (6 agosto); -7,5 °C (3 gennaio)
- 1980: +36,0 °C (2 agosto); -4,0 °C (9 dicembre)
- 1981: +37,2 °C (4 agosto); -6,6 °C (10 gennaio)
- 1982: +38,4 °C (16 luglio); -2,5 °C (4 febbraio)
- 1983: +41,6 °C (26 luglio); -3,0 °C (5 febbraio)
- 1984: +37,4 °C (4 agosto); -3,4 °C (12 gennaio)
- 1985: +39,6 °C (14 agosto); -11,0 °C (11 gennaio)
- 1986: +38,0 °C (3 agosto); -4,6 °C (23 dicembre)
- 1987: +37,0 °C (21 agosto); -6,6 °C (9 gennaio)
- 1988: +38,0 °C (15 agosto); -4,4 °C (18 dicembre)
- 1989: +37,4 °C (21 agosto); -4,0 °C (1º gennaio)
- 1990: +37,2 °C (28 luglio); -3,0 °C (14 gennaio)
- 1991: +37,0 °C (7 luglio); -6,5 °C (7 febbraio)
- 1992: +38,2 °C (8 agosto); -3,0 °C (20 febbraio)
- 1993: +37,4 °C (4 luglio); -5,2 °C (24 febbraio)
- 1994: +39,4 °C (4 agosto); -2,3 °C (17 febbraio)
- 1995: +37,2 °C (23 luglio); -3,4 °C (17 gennaio)
- 1996: +35,6 °C (12 giugno); -5,3 °C (30 dicembre)
- 1997: +36,6 °C (23 luglio); -0,2 °C (15 dicembre)
- 1998: +38,2 °C (11 agosto); -4,6 °C (8 dicembre)
- 1999: +37,3 °C (20 agosto); -3,3 °C (16 febbraio)
- 2000: +37,8 °C (26 agosto); -4,8 °C (26 gennaio)
- 2001: +38,1 °C (1º agosto); -5,0 °C (25 dicembre)
- 2002: +37,7 °C (18 giugno); -5,4 °C (2 gennaio)
- 2003: +39,5 °C (5 agosto); -3,1 °C (7 febbraio)
- 2004: +36,2 °C (8 luglio); -3,4 °C (5 gennaio)
- 2005: +39,3 °C (29 luglio); -6,7 °C (2 marzo)
- 2006: +38,1 °C (24 giugno e 20 luglio); -2,6 °C (12 febbraio)

#### Temperature medie integrali annuali più elevate dal 1821 al 2013
Nella tabella sottostante sono indicati gli anni con le temperature medie integrali più alte dal 1821 (anno di inizio delle elaborazioni complete di tali medie) fino al 2013; sono elencati gli anni con la temperatura media superiore a 16 °C. L'anno più caldo della serie storica esaminata è stato il 1943 con +17,2 °C, seguito a ruota dal 1846 con +17,1 °C.
| Anno | Temperatura Media integrale |
| ---- | --------------------------- |
| 1943 | +17,2 °C                    |
| 1846 | +17,1 °C                    |
| 2012 | +16,9 °C                    |
| 1861 | +16,8 °C                    |
| 2003 | +16,7 °C                    |
| 2006 | +16,5 °C                    |
| 2009 | +16,5 °C                    |
| 1853 | +16,4 °C                    |
| 1994 | +16,4 °C                    |
| 1841 | +16,3 °C                    |
| 2000 | +16,3 °C                    |
| 2007 | +16,3 °C                    |
| 2008 | +16,3 °C                    |
| 2011 | +16,3 °C                    |
| 1862 | +16,2 °C                    |
| 2002 | +16,2 °C                    |
| 1822 | +16,1 °C                    |
| 1848 | +16,1 °C                    |
| 1859 | +16,1 °C                    |
| 1865 | +16,1 °C                    |
| 1945 | +16,1 °C                    |
| 1997 | +16,1 °C                    |
| 2001 | +16,1 °C                    |
| 2013 | +16,1 °C                    |

#### Temperature medie integrali annuali più basse dal 1821 al 2013
Nella tabella sottostante sono indicati gli anni con le temperature medie integrali più basse dal 1821 (anno di inizio delle elaborazioni complete di tali medie) fino al 2013; sono elencati gli anni con la temperatura media inferiore o eguale a 14 °C. L'anno più freddo della serie storica esaminata è stato il 1956 con +13,7 °C, seguito dal 1835 e dal 1918 con +13,8 °C.
| Anno | Temperatura Media integrale |
| ---- | --------------------------- |
| 1956 | +13,7 °C                    |
| 1835 | +13,8 °C                    |
| 1918 | +13,8 °C                    |
| 1833 | +13,9 °C                    |
| 1888 | +13,9 °C                    |
| 1909 | +13,9 °C                    |
| 1915 | +13,9 °C                    |
| 1844 | +14,0 °C                    |
| 1914 | +14,0 °C                    |
| 1919 | +14,0 °C                    |
| 1940 | +14,0 °C                    |
| 1941 | +14,0 °C                    |

### Precipitazioni estreme

#### Precipitazioni totali annue dal 1822 al 2017
Nella tabella estendibile sottostante sono riportati i valori delle precipitazioni totali annue registrate dal 1822 (anno di inizio della serie completa dei dati pluviometrici annui) fino al 2017.
L'anno più piovoso della serie storica esaminata è risultato il 2010 con 1321,8 mm totali, seguito dal 1853 con 1284,5 mm totali e dal 1937 con 1264,9 mm totali.
Al contrario, l'anno più siccitoso è finora risultato il 1894 con 433,7 mm totali, seguito dal 1945 con 453,1 mm e dal 2011 con 473,6 mm totali: i suddetti anni sono stati finora gli unici tre ad aver fatto registrare accumuli totali annui inferiori ai 500 mm.
- 1822: 750,0 mm
- 1823: 881,1 mm
- 1824: 742,8 mm
- 1825: 637,4 mm
- 1826: 1054,7 mm
- 1827: 904,4 mm
- 1828: 718,3 mm
- 1829: 878,5 mm
- 1830: 734,0 mm
- 1831: 588,1 mm
- 1832: 483,5 mm
- 1833: 1049,3 mm
- 1834: 555,0 mm
- 1835: 895,1 mm
- 1836: 989,6 mm
- 1837: 844,8 mm
- 1838: 1261,1 mm
- 1839: 872,7 mm
- 1840: 920,0 mm
- 1841: 801,9 mm
- 1842: 878,3 mm
- 1843: 831,7 mm
- 1844: 1230,0 mm
- 1845: 1107,1 mm
- 1846: 1003,4 mm
- 1847: 792,6 mm
- 1848: 858,8 mm
- 1849: 676,7 mm
- 1850: 779,4 mm
- 1851: 852,8 mm
- 1852: 770,5 mm
- 1853: 1284,5 mm
- 1854: 779,4 mm
- 1855: 1058,2 mm
- 1856: 886,4 mm
- 1857: 748,1 mm
- 1858: 733,0 mm
- 1859: 1022,2 mm
- 1860: 1050,4 mm
- 1861: 606,8 mm
- 1862: 961,4 mm
- 1863: 844,8 mm
- 1864: 1094,2 mm
- 1865: 661,7 mm
- 1866: 765,5 mm
- 1867: 902,2 mm
- 1868: 968,0 mm
- 1869: 1050,7 mm
- 1870: 901,0 mm
- 1871: 895,7 mm
- 1872: 1253,1 mm
- 1873: 784,4 mm
- 1874: 762,3 mm
- 1875: 945,0 mm
- 1876: 859,5 mm
- 1877: 809,2 mm
- 1878: 1011,9 mm
- 1879: 746,8 mm
- 1880: 879,3 mm
- 1881: 775,2 mm
- 1882: 999,2 mm
- 1883: 578,7 mm
- 1884: 576,3 mm
- 1885: 881,0 mm
- 1886: 870,1 mm
- 1887: 924,5 mm
- 1888: 789,9 mm
- 1889: 798,5 mm
- 1890: 701,7 mm
- 1891: 809,3 mm
- 1892: 1081,2 mm
- 1893: 808,3 mm
- 1894: 427,8 mm
- 1895: 1031,7 mm
- 1896: 992,8 mm
- 1897: 725,3 mm
- 1898: 985,3 mm
- 1899: 876,8 mm
- 1900: 1052,3 mm
- 1901: 1063,2 mm
- 1902: 885,1 mm
- 1903: 884,0 mm
- 1904: 881,3 mm
- 1905: 955,5 mm
- 1906: 826,5 mm
- 1907: 890,6 mm
- 1908: 578,8 mm
- 1909: 840,5 mm
- 1910: 1211,4 mm
- 1911: 893,3 mm
- 1912: 834,8 mm
- 1913: 918,2 mm
- 1914: 929,7 mm
- 1915: 1122,4 mm
- 1916: 1031,5 mm
- 1917: 986,5 mm
- 1918: 671,3 mm
- 1919: 876,9 mm
- 1920: 791,8 mm
- 1921: 616,5 mm
- 1922: 826,9 mm
- 1923: 760,7 mm
- 1924: 718,6 mm
- 1925: 783,2 mm
- 1926: 1068,0 mm
- 1927: 666,2 mm
- 1928: 946,3 mm
- 1929: 625,7 mm
- 1930: 886,2 mm
- 1931: 724,6 mm
- 1932: 790,6 mm
- 1933: 1010,9 mm
- 1934: 978,1 mm
- 1935: 1011,0 mm
- 1936: 762,6 mm
- 1937: 1264,9 mm
- 1938: 610,3 mm
- 1939: 927,0 mm
- 1940: 889,9 mm
- 1941: 811,4 mm
- 1942: 880,8 mm
- 1943: 672,9 mm
- 1944: 896,3 mm
- 1945: 453,1 mm
- 1946: 841,3 mm
- 1947: 937,7 mm
- 1948: 929,1 mm
- 1949: 910,8 mm
- 1950: 796,8 mm
- 1951: 980,2 mm
- 1952: 890,2 mm
- 1953: 753,6 mm
- 1954: 760,4 mm
- 1955: 759,4 mm
- 1956: 672,1 mm
- 1957: 612,1 mm
- 1958: 718,2 mm
- 1959: 718,0 mm
- 1960: 1152,4 mm
- 1961: 771,8 mm
- 1962: 749,1 mm
- 1963: 1037,1 mm
- 1964: 1005,8 mm
- 1965: 854,4 mm
- 1966: 1068,5 mm
- 1967: 649,8 mm
- 1968: 933,6 mm
- 1969: 812,4 mm
- 1970: 760,4 mm
- 1971: 599,8 mm
- 1972: 698,1 mm
- 1973: 578,7 mm
- 1974: 629,5 mm
- 1975: 826,2 mm
- 1976: 1065,4 mm
- 1977: 786,4 mm
- 1978: 957,8 mm
- 1979: 1030,4 mm
- 1980: 976,8 mm
- 1981: 942,0 mm
- 1982: 846,8 mm
- 1983: 818,2 mm
- 1984: 1053,2 mm
- 1985: 689,3 mm
- 1986: 815,8 mm
- 1987: 893,8 mm
- 1988: 806,0 mm
- 1989: 737,8 mm
- 1990: 720,8 mm
- 1991: 965,4 mm
- 1992: 1190,0 mm
- 1993: 837,6 mm
- 1994: 577,8 mm
- 1995: 753,2 mm
- 1996: 1124,1 mm
- 1997: 634,4 mm
- 1998: 870,5 mm
- 1999: 831,3 mm
- 2000: 838,8 mm
- 2001: 712,4 mm
- 2002: 789,0 mm
- 2003: 653,4 mm
- 2004: 737,0 mm
- 2005: 825,0 mm
- 2006: 760,2 mm
- 2007: 766,3 mm
- 2008: 929,9 mm
- 2009: 727,5 mm
- 2010: 1321,8 mm
- 2011: 670,8 mm
- 2012: 956,0 mm
- 2013: 1054,8 mm
- 2014: 1128,8 mm
- 2015: 664,8 mm
- 2016: 990,9 mm
- 2017: 645,9 mm

#### Precipitazioni estreme mensili dal 1821 al 2013
Nella sottostante sono indicate le precipitazioni estreme mensili registrate dal 1821 (anno di inizio della serie completa dei dati pluviometrici mensili) e il 2013.
Il mese più piovoso della serie storica esaminata è risultato ottobre 1992 con 470,6 mm totali. I mesi meno piovosi, tutti quanti con 0 mm totali, sono risultati febbraio 1993; marzo 1948, 1961 e 1994; maggio 1979; giugno 1952; luglio 1853, 1871, 1880, 1881, 1923 e 2012; agosto 1826, 1915, 1962 e 2011; novembre 1924 e 2011.
| Firenze Ximeniano                   | Gen          | Feb          | Mar                      | Apr          | Mag          | Giu          | Lug                                           | Ago                             | Set          | Ott          | Nov               | Dic          |
| ----------------------------------- | ------------ | ------------ | ------------------------ | ------------ | ------------ | ------------ | --------------------------------------------- | ------------------------------- | ------------ | ------------ | ----------------- | ------------ |
| Precipitazioni massime mensili (mm) | 211,9 (1838) | 233,3 (1853) | 194,1 (2013)             | 197,9 (1879) | 189,6 (1900) | 223,2 (1915) | 171,6 (1976)                                  | 161,2 (1896)                    | 249,3 (1942) | 470,6 (1992) | 332,4 (1864)      | 300,2 (1869) |
| Precipitazioni minime mensili (mm)  | 0,4 (1989)   | 0,0 (1993)   | 0,0 (1948) (1961) (1994) | 0,5 (1825)   | 0,0 (1979)   | 0,0 (1952)   | 0,0 (1853) (1871) (1880) (1881) (1923) (2012) | 0,0 (1826) (1915) (1962) (2011) | 0,4 (1970)   | 2,2 (1970)   | 0,0 (1924) (2011) | 0,5 (1843)   |

#### Precipitazioni mensili più elevate dal 1822 al 2013
Nella tabella sottostante sono indicati i dieci mesi più piovosi della serie storica esaminata, dal 1822 al 2013, con precipitazioni totali superiori ai 250 mm mensili.
Il mese di ottobre 1992 è risultato nettamente il più piovoso con 470,6 mm totali, seguito a ragguardevole distanza da ottobre 1935 con 338,7 mm totali e da novembre 1864 con 332,4 mm totali; "soltanto" all'ottavo il novembre 1844 e al di fuori dei dieci più piovosi il novembre 1966, mesi in cui si verificarono i più devastanti alluvioni cittadini rispettivamente dell'Ottocento e del Novecento.
| Posizione | Mese          | Precipitazioni totali |
| --------- | ------------- | --------------------- |
| 1°        | ottobre 1992  | 470,6 mm              |
| 2°        | ottobre 1935  | 338,7 mm              |
| 3°        | novembre 1864 | 332,4 mm              |
| 4°        | ottobre 1872  | 327,1 mm              |
| 5°        | dicembre 1869 | 300,2 mm              |
| 6°        | novembre 1949 | 290,2 mm              |
| 7°        | novembre 1926 | 281,5 mm              |
| 8°        | novembre 1844 | 274,5 mm              |
| 9°        | novembre 2000 | 271,2 mm              |
| 10°       | ottobre 1859  | 250,8 mm              |

#### Precipitazioni nulle mensili dal 1822 al 2013
Nella tabella sottostante sono indicati i quindici mesi meno piovosi della serie storica esaminata, tutti quanti con 0 mm totali. Dal 1822 al 2013 non hanno avuto accumuli precipitativi febbraio 1993, marzo 1948, 1961 e 1994, maggio 1979, giugno 1952, luglio 1853, 1871, 1880, 1881, 1923 e 2012, agosto 1826, 1915, 1962 e 2011 e novembre 1924 e 2011.
| Mese          | Precipitazioni totali |
| ------------- | --------------------- |
| agosto 1826   | 0,0 mm                |
| luglio 1853   | 0,0 mm                |
| luglio 1871   | 0,0 mm                |
| luglio 1880   | 0,0 mm                |
| luglio 1881   | 0,0 mm                |
| agosto 1915   | 0,0 mm                |
| luglio 1923   | 0,0 mm                |
| novembre 1924 | 0,0 mm                |
| marzo 1948    | 0,0 mm                |
| giugno 1952   | 0,0 mm                |
| marzo 1961    | 0,0 mm                |
| agosto 1962   | 0,0 mm                |
| maggio 1979   | 0,0 mm                |
| febbraio 1993 | 0,0 mm                |
| marzo 1994    | 0,0 mm                |
| agosto 2011   | 0,0 mm                |
| novembre 2011 | 0,0 mm                |
| luglio 2012   | 0,0 mm                |

## Frequenza delle nevicate

### Numero di giorni di neve annui dal 1874 al 2010
Nella tabella estendibile sottostante sono indicati il numero di giorni di neve totali per anno, che includono sia quelli con accumulo, sia quelli senza accumulo che quelli misti a pioggia, registrati dal 1874 (anno di inizio dei rilevamenti nivometrici) fino al 2010; sono stati eliminati quelli indicati nelle fonti ma che risultano incompatibili per le temperature contemporaneamente registrate dalla stazione meteorologica e che quindi potrebbero essere refusi o riferiti ad altri fenomeni meteorologici erroneamente annotati come nevicate.
L'anno con la maggiore frequenza di precipitazioni nevose è stato il 1895 con 14 giorni, seguito dal 1904 e 1906 con 11 giorni e dal 1929 e 1940 con 10 giorni.
Al contrario non si sono contati giorni con precipitazioni nevose nel 1884, nel 1902, 1903, 1908, 1910, 1921, 1927, 1930, 1931, 1936, 1937, 1943, 1949, 1951, 1952, 1959, 1964, 1971, 1972, 1974, 1975, 1977, 1978, 1981, 1988, 1989, 1990, 1994, 1995 e 1997.
- 1874: 2 giorni (1 a marzo e 1 a dicembre)
- 1875: 5 giorni (3 a febbraio e 2 ad aprile)
- 1876: 6 giorni (1 a gennaio, 4 a febbraio e 1 a marzo)
- 1877: 6 giorni (1 a gennaio, 1 a febbraio, 3 a marzo e 1 a dicembre)
- 1878: 7 giorni (3 a novembre e 4 a dicembre)
- 1879: 6 giorni (2 a gennaio, 1 a novembre e 3 a dicembre)
- 1880: 3 giorni (2 a gennaio e 1 a marzo)
- 1881: 2 giorni (2 a gennaio)
- 1882: 5 giorni (1 a febbraio, 1 ad aprile, 2 a novembre e 1 a dicembre)
- 1883: 6 giorni (2 a gennaio, 1 a febbraio, 3 a marzo)
- 1884: 0 giorni
- 1885: 4 giorni (3 a gennaio e 1 a dicembre)
- 1886: 5 giorni (2 a gennaio e 3 a dicembre)
- 1887: 9 giorni (1 a gennaio, 3 a febbraio e 5 a dicembre)
- 1888: 9 giorni (2 a gennaio, 5 a febbraio, 1 a marzo e 1 a dicembre)
- 1889: 3 giorni (2 a febbraio e 1 a marzo)
- 1890: 5 giorni (1 a marzo e 4 a dicembre)
- 1891: 8 giorni (6 a gennaio, 1 a febbraio e 1 a dicembre)
- 1892: 9 giorni (2 a gennaio, 1 a febbraio, 3 a marzo e 3 a dicembre)
- 1893: 3 giorni (3 a gennaio)
- 1894: 2 giorni (1 a gennaio e 1 a dicembre)
- 1895: 14 giorni (4 a gennaio, 8 a febbraio e 2 a marzo)
- 1896: 8 giorni (3 a gennaio, 4 a febbraio e 1 a dicembre)
- 1897: 4 giorni (3 a gennaio e 1 a marzo)
- 1898: 2 giorni (2 a marzo)
- 1899: 1 giorno (1 a dicembre)
- 1900: 3 giorni (1 a gennaio e 2 a marzo)
- 1901: 9 giorni (1 a gennaio, 1 a febbraio e 7 a dicembre)
- 1902: 0 giorni
- 1903: 0 giorni
- 1904: 11 giorni (3 a gennaio, 2 a febbraio, 2 a marzo, 2 ad aprile e 2 a novembre)
- 1905: 8 giorni (4 a gennaio, 1 a febbraio, 1 a marzo, 1 a novembre e 1 a dicembre)
- 1906: 11 giorni (2 a gennaio, 5 a febbraio, 2 a marzo, 1 a novembre e 1 a dicembre)
- 1907: 1 giorno (1 a gennaio)
- 1908: 0 giorni
- 1909: 2 giorni (1 a gennaio e 1 a febbraio)
- 1910: 0 giorni
- 1911: 1 giorno (1 a marzo)
- 1912: 3 giorni (2 a gennaio e 1 a febbraio)
- 1913: 2 giorni (1 a febbraio e 1 a dicembre)
- 1914: 3 giorni (3 a gennaio)
- 1915: 5 giorni (2 a gennaio, 1 a febbraio e 2 a novembre)
- 1916: 1 giorno (1 a novembre)
- 1917: 8 giorni (4 a gennaio, 1 a febbraio, 2 a marzo e 1 a dicembre)
- 1918: 1 giorno (1 a novembre)
- 1919: 2 giorni (2 a febbraio)
- 1920: 1 giorno (1 a gennaio)
- 1921: 0 giorni
- 1922: 2 giorni (2 a febbraio)
- 1923: 2 giorni (2 a dicembre)
- 1924: 7 giorni (4 a gennaio e 3 a febbraio)
- 1925: 2 giorni (1 a novembre e 1 a dicembre)
- 1926: 6 giorni (3 a gennaio, 1 a marzo e 2 a dicembre)
- 1927: 0 giorni
- 1928: 3 giorni (1 a gennaio, 1 a marzo e 1 a dicembre)
- 1929: 10 giorni (1 a gennaio, 4 a febbraio, 1 a marzo, 1 ad aprile e 3 a dicembre)
- 1930: 0 giorni
- 1931: 0 giorni
- 1932: 5 giorni (4 a febbraio e 1 a marzo)
- 1933: 2 giorni (2 a dicembre)
- 1934: 3 giorni (3 a febbraio)
- 1935: 6 giorni (4 a gennaio, 1 a febbraio e 1 a dicembre)
- 1936: 0 giorni
- 1937: 0 giorni
- 1938: 1 giorno (1 a gennaio)
- 1939: 5 giorni (1 a gennaio, 3 a marzo e 1 a dicembre)
- 1940: 10 giorni (9 a gennaio e 1 a febbraio)
- 1941: 3 giorni (2 a gennaio e 1 a dicembre)
- 1942: 3 giorni (3 a gennaio)
- 1943: 0 giorni
- 1944: 1 giorno (1 a febbraio)
- 1945: 3 giorni (3 a gennaio)
- 1946: 1 giorno (1 a dicembre)
- 1947: 6 giorni (5 a gennaio e 1 a febbraio)
- 1948: 2 giorni (2 a febbraio)
- 1949: 0 giorni
- 1950: 2 giorni (1 a gennaio e 1 a marzo)
- 1951: 0 giorni
- 1952: 0 giorni
- 1953: 5 giorni (3 a gennaio e 2 a febbraio)
- 1954: 4 giorni (2 a gennaio e 2 a febbraio)
- 1955: 2 giorni (2 a marzo)
- 1956: 3 giorni (3 a febbraio)
- 1957: 1 giorno (1 a gennaio)
- 1958: 1 giorno (1 a marzo)
- 1959: 0 giorni
- 1960: 3 giorni (2 a gennaio e 1 a febbraio)
- 1961: 1 giorno (1 a dicembre)
- 1962: 1 giorno (1 a marzo)
- 1963: 7 giorni (3 a gennaio, 2 a febbraio e 2 a dicembre)
- 1964: 0 giorni
- 1965: 1 giorno (1 a marzo)
- 1966: 3 giorni (3 a gennaio)
- 1967: 1 giorno (1 a dicembre)
- 1968: 2 giorni (2 a gennaio)
- 1969: 2 giorni (2 a febbraio)
- 1970: 1 giorno (1 a febbraio)
- 1971: 0 giorni
- 1972: 0 giorni
- 1973: 2 giorni (1 a novembre e 1 a dicembre)
- 1974: 0 giorni
- 1975: 0 giorni
- 1976: 1 giorno (1 a marzo)
- 1977: 0 giorni
- 1978: 0 giorni
- 1979: 1 giorno (1 a gennaio)
- 1980: 1 giorno (1 a dicembre)
- 1981: 0 giorni
- 1982: 1 giorno (1 a febbraio)
- 1983: 2 giorni (2 a febbraio)
- 1984: 1 giorno (1 a dicembre)
- 1985: 4 giorni (4 a gennaio)
- 1986: 3 giorni (3 a febbraio)
- 1987: 3 giorni (2 a gennaio e 1 a marzo)
- 1988: 0 giorni
- 1989: 0 giorni
- 1990: 0 giorni
- 1991: 4 giorni (4 a febbraio)
- 1992: 1 giorno (1 a gennaio)
- 1993: 1 giorno (1 a febbraio)
- 1994: 0 giorni
- 1995: 0 giorni
- 1996: 2 giorni (1 a febbraio e 1 a dicembre)
- 1997: 0 giorni
- 1998: 1 giorno (1 a novembre)
- 1999: 3 giorni (1 a gennaio, 1 a febbraio e 1 a dicembre)
- 2000: 1 giorno (1 a dicembre)
- 2001: 6 giorni (4 a febbraio e 2 a dicembre)
- 2002: 1 giorno (1 a gennaio)
- 2003: 1 giorno (1 a febbraio)
- 2004: 3 giorni (3 a gennaio)
- 2005: 6 giorni (4 a febbraio, 1 a marzo e 1 a dicembre)
- 2006: 1 giorno (1 a gennaio)
- 2007: 1 giorno (1 a dicembre)
- 2008: 3 giorni (1 a gennaio, 1 a marzo e 1 a dicembre)
- 2009: 1 giorno (1 a dicembre)
- 2010: 1 giorno (1 a dicembre)